# Eduardo Ferro Rodrigues
Pour les articles homonymes, voir Rodrigues (homonymie).
Eduardo Luís Barreto Ferro Rodrigues, né le 3 novembre 1949 à Lisbonne, est un homme politique portugais qui appartient au Parti socialiste (PS), dont il est secrétaire général entre 2002 et 2004.
Ministre dans les gouvernements dirigés par le socialiste António Guterres entre 1995 et 2002, il devient ambassadeur du Portugal à l'OCDE en 2005. Désigné secrétaire général du PS en 2002, il dirige l'opposition au gouvernement de centre-droit du social-démocrate José Manuel Durão Barroso.
En 2015, malgré la victoire relative de la coalition sortante de centre-droit aux élections législatives, il est désigné président de l'Assemblée de la République pour la XIIIe législature. Il est confirmé dans ses fonctions quatre ans plus tard, puis quitte la vie politique en 2022.

## Biographie

### Formation et carrière
Il obtient une licence à l'Institut supérieur des sciences économiques et financières (ISCEF) de l'université de Lisbonne en 1972. Il exerce ensuite le métier de professeur auxiliaire invité d'économie à l'Institut supérieur des sciences du travail et des entreprises (ISCTE).
Il est également cadre principal du groupe d'études fondamentales de l'économie industrielle (GEBEI), un organisme public dépendant du ministère du Plan.
Le 3 novembre 2005, il est nommé ambassadeur, représentant permanent du Portugal auprès de l'Organisation pour la coopération et le développement économique (OCDE).

### Vie privée
Il est actuellement marié à Maria Filomena Lopes Peixoto de Aguiar et est père de João Luís et de Rita Ferro Rodrigues, journaliste et présentatrice sur la chaîne SIC.

## Vie politique

### Au sein du PS
Il adhère au Parti socialiste (PS) en 1986 et en devient aussitôt le porte-parole pour les questions de travail et de sécurité sociale. L'année suivante, il est promu membre du secrétariat national et y siège jusqu'en 1991.
Membre de la commission politique entre 1992 et 1994, il fait cette année-là son retour au secrétariat national.
Le 20 janvier 2002, Eduardo Ferro Rodrigues est élu secrétaire général du PS avec 96,8 % des voix, succédant à António Guterres. Représentant de l'aile gauche du parti, il démissionne le 9 juillet 2004, à la suite de la décision du président Jorge Sampaio d'appeler Pedro Santana Lopes au poste de Premier ministre en remplacement de José Manuel Durão Barroso, plutôt que de dissoudre le Parlement.

### Débuts en politique
En 1991, il devient député du district de Lisbonne à l'Assemblée de la République, n'étant jusqu'alors que député suppléant. Il est ensuite désigné vice-président du groupe parlementaire socialiste.

### Ministre du Travail
Il est réélu le 1er octobre 1995. Trente jours plus tard, il est nommé ministre de la Solidarité et de la Sécurité sociale par António Guterres. À la suite du remaniement ministériel le 25 novembre 1995, Eduardo Ferro Rodrigues est choisi pour prendre la tête du nouveau ministère du Travail et de la Solidarité.
Lors des législatives du 10 octobre 1999, il est élu représentant du district de Leiria. Il est reconduit dans ses fonctions ministérielles le 28 octobre suivant. Le 10 mars 2001, il succède à Jorge Coelho comme ministre de l'Équipement social.

### Chef du PS
Le 23 janvier 2002, trois jours après son élection à la tête du PS, il démissionne du gouvernement. Deux mois plus tard, lors des législatives anticipées du 17 mars 2002, le Parti socialiste (PS), sous sa direction, obtient moins 9 sièges que le Parti social-démocrate (PPD/PSD) (96 sièges contre 105) de José Manuel Durão Barroso.  Il devient de facto le chef de l'opposition au gouvernement de coalition entre le PPD/PSD et le Parti populaire (CDS/PP) de Paulo Portas.
Réélu député au scrutin anticipé du 20 février 2005, il suspend son mandat à partir du 2 novembre suivant et ce jusqu'à la fin de la législature, le 15 octobre 2009.

### Retour en politique
À l'occasion du congrès socialiste d'avril 2011, le secrétaire général du parti José Sócrates annonce que Ferro Rodrigues sera tête de liste aux élections anticipées du 5 juin dans le district de Lisbonne. À la suite du scrutin, perdu par les socialistes, il est élu vice-président de l'Assemblée de la République. Il devient président du groupe parlementaire socialiste le 3 octobre 2014, sur proposition du nouveau secrétaire général du parti António Costa.
Le 23 octobre 2015, Ferro Rodrigues est élu président de l'Assemblée de la République par 120 voix contre 108 pour Fernando Negrão, candidat soutenu par le PPD/PSD et le CDS-PP. Soutenu par le Parti socialiste et ses alliés de la gauche radicale, il est le premier président du Parlement portugais n'étant pas issu du parti majoritaire puisque celui-ci, le PPD/PSD, ne détient pas la majorité absolue des sièges à l'Assemblée.